# Stronza bipolare
Stronza bipolare è un singolo del rapper italiano Shade, pubblicato il 15 gennaio 2016 come secondo estratto dal secondo album in studio Clownstrofobia.

## Video musicale
Il videoclip che accompagna il brano è uscito sul canale ufficiale del cantante il 2 marzo 2016. La clip è una carrellata di scenari differenti in cui il rapper è in compagnia di una diversa ragazza in una differente situazione.

## Tracce
Testi di Pietro Riccardo Garifo, Daniele Lazzarin, Vito Ventura, musiche di Daniele Giuggia, Giacomo Sapienza.
1. Stronza bipolare – 2:44